# 수상가옥

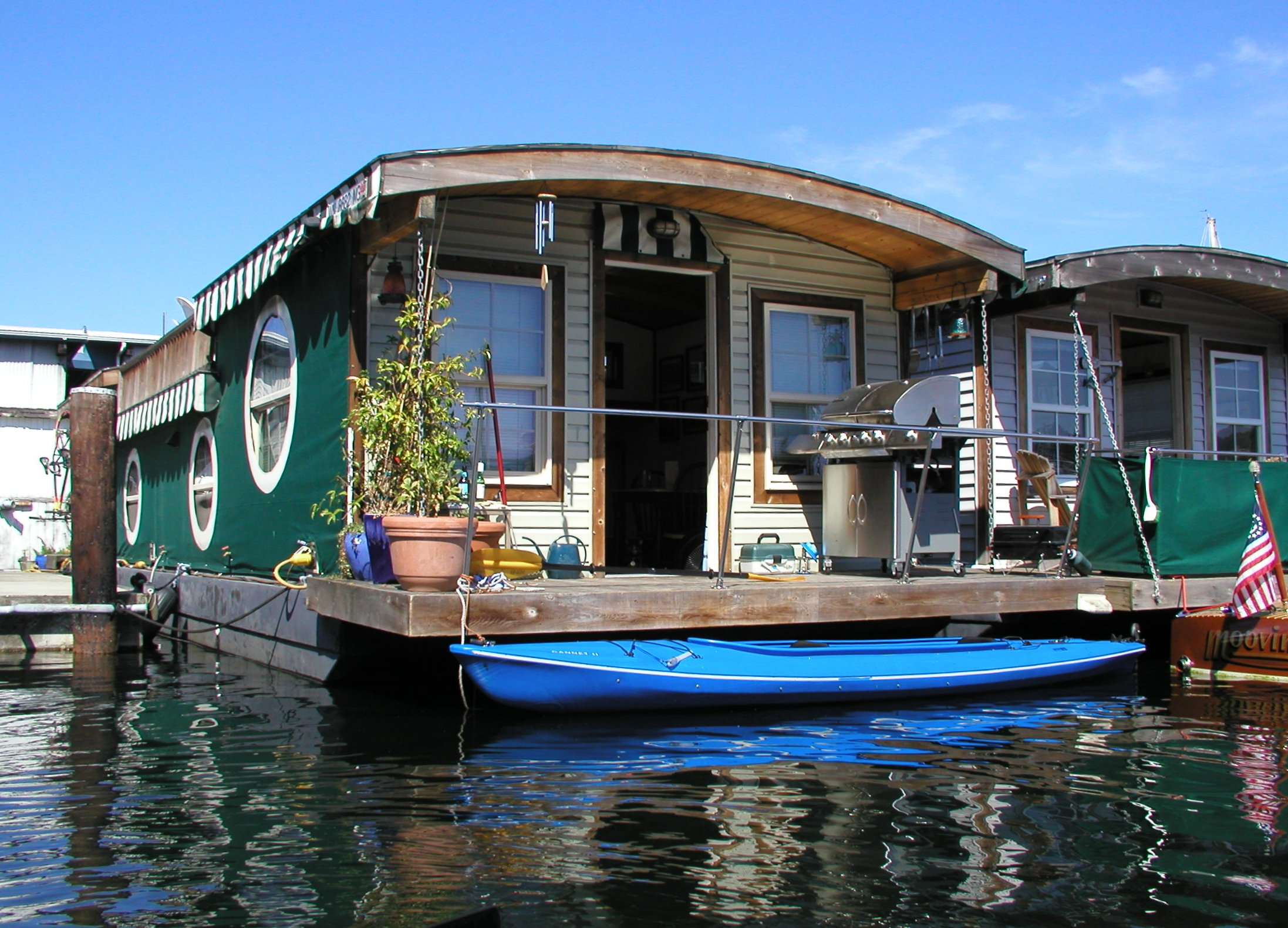
미국 워싱턴주 시애틀 레이크유니언의 하우스보트

수상가옥 또는 하우스보트(houseboat)는 주로 일반 주거용으로 사용하도록 설계되거나 개조된 보트이다. 대부분의 하우스보트는 동력을 사용하지 않는다. 일반적으로 정박되어 있거나 고정되어 있고, 선착장에 고정되어 있으며, 편의를 위해 육지에 묶여 있는 경우가 많다. 그러나 많은 사람들은 자신의 힘으로 활동할 수 있다.
하우스보트는 세계 여러 나라의 작은 내륙 강, 호수, 하천, 해안 항구, 특히 낚시하기 좋은 곳에서 주로 발견된다.

## 같이 보기
- 숙박함
- 정고
- 폐선박
- 호상 가옥